# Orca (Fundão)
Orca é uma povoação portuguesa do Município do Fundão que é sede da Freguesia de Orca, freguesia com 54,98 km² de área e 539 habitantes (censo de 2021), e, portanto, com uma densidade populacional de 9,8 hab./km².
Tem por orago São Francisco. Da freguesia fazem ainda parte as localidades de Zebras e Martianas.

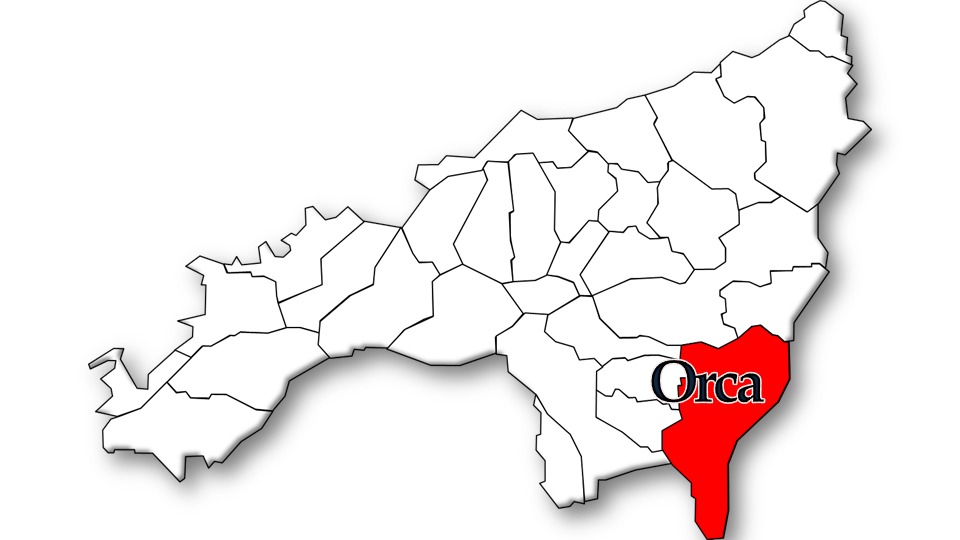
Localização no município do Fundão

## Demografia
Nota: Em 1910 foi-lhe anexada a aldeia de Zebras, até então freguesia, que fora assim extinta.
A população registada nos censos foi:
| Distribuição da População por Grupos Etários | Distribuição da População por Grupos Etários | Distribuição da População por Grupos Etários | Distribuição da População por Grupos Etários | Distribuição da População por Grupos Etários |
| -------------------------------------------- | -------------------------------------------- | -------------------------------------------- | -------------------------------------------- | -------------------------------------------- |
| Ano                                          | 0-14 Anos                                    | 15-24 Anos                                   | 25-64 Anos                                   | > 65 Anos                                    |
| 2001                                         | 59                                           | 61                                           | 318                                          | 362                                          |
| 2011                                         | 38                                           | 37                                           | 263                                          | 312                                          |
| 2021                                         | 28                                           | 26                                           | 205                                          | 280                                          |

## Brasão
O brasão de Orca é: escudo de verde, três cogumelos de ouro com base de prata, alinhados em faixa, entre orca arqueológica de prata, realçada de negro, em chefe e um feixe de três ramos de oliveira de ouro, frutados de negro, atado de prata, em campanha. Coroa mural de prata de três torres. Listel branco, com a legenda a negro: "ORCA - FUNDÃO".

## Localização
Orca dista cerca de 24 km da sede do município, sendo, em área, a segunda maior freguesia deste. É das povoações mais distantes da cidade do Fundão, localizando-se a sul da área do município e fazendo fronteira com os Municípios de Castelo Branco (a sul), Idanha-a-Nova (este) e Penamacor (nordeste). Para além do povoado principal, a freguesia é ainda constituída pelos lugares de Zebras (a sul) e Martianas (a norte). O primeiro também já foi sede de freguesia.

## Designação
A designação Orca atesta a importância do lugar desde os primeiros tempos de povoamento na Península Ibérica. De facto, orca é sinónimo para um dólmen bastante peculiar. Consiste num monumento megalítico formado por uma anta de câmara poligonal e um corredor envolvido por uma mamoa. Pensa-se que a designação tenha origem sueva e visigótica.
Embora até hoje não tenha sido descoberta esta construção, têm sido variados os vestígios arqueológicos encontrados junto à aldeia da Orca, bem como junto ao lugar de Zebras. São de destacar vários vestígios pré-históricos, nomeadamente sepulturas lavradas nos grandes blocos de granito comuns nesta área. Foram também assinalados alguns castros, bem como vestígios de um passado romano, árabe e medieval.
Refira-se ainda que para além da designação mais conhecida de Orcinus orca, um predador da família dos delfínidas (ordem dos cetáceos), existem também outras referências:
a) orc como designação utilizada em determinadas línguas celtas (como o celtibero, goidélico ou gaulês) que designa cerdo ou um javali jovem;
b) Orc ou Ork que foi popularizado recentemente no romance de Tolkien, O Senhor dos Anéis, e baseado no termo latim Orcus, um dos títulos de Plutão (o senhor do mundo dos mortos), e que aparece nas línguas germânicas e nos contos de fantasia medieval como uma criatura deformada e forte, que combate contra as forças "do bem".

## História
Há evidências arqueológicas que habitantes do Mesolítico percorreram esta região entre 8 000/7 000 a.C.. No entanto desconhecemos se essa presença era permanente ou meramente temporária.
De facto, embora vestígios megalíticos assinalem uma presença humana bastante antiga, a aldeia da Orca terá crescido mais recentemente à volta de um velho castro lusitano, nos primeiros séculos da era cristã, mas vários séculos antes da formação de Portugal.
Vestígios romanos, visigodos e mouros atestam uma ocupação humana que, embora não tenha sido intensa, marcou de forma significativa o espaço físico envolvente, nomeadamente a disposição e parcelamento dos campos (quase sempre de grande fragilidade agrícola).
Estando na confluência de vários domínios pertencentes à Ordem dos Templários (Monsanto, Idanha-a-Velha, Idanha-a-Nova, Aldeia de Santa Margarida, Castelo Branco) pensa-se que o lugar terá funcionado como área tampão entre várias vigararias da Ordem do Templo. A essa função de equilíbrio não será estranha a presença, desde os tempos visigodos, de uma ermida que o culto popular consagrou a Nossa Senhora da Oliveira. Segundo alguns historiadores locais, esse culto terá consistido um dos principais suportes humanos à diocese de Egitânia, referenciada nas actas do Concílio de Lugo (569), tendo sido depois transladada para a cidade da Guarda, em 1199, a pedido do rei D. Sancho I.
Em 1 de junho de 1510, D. Manuel I concedeu a Castelo Novo o seu terceiro foral, assinado em Santarém e que se insere no Livro de Forais Novos da Beira (fls. 29 e col. 1ª), que consta na Torre do Tombo. As terras localizadas na Orca eram parte integrante desse foral.
No século XVIII era Senhor do Lugar da Orca, o Senhor de Pancas e da Atalaia, D. Rodrigo da Costa e Noronha, também Morgado de St. Catarina em Alpedrinha.
O concelho de Castelo Novo era constituído pelas freguesias de Lardosa, Castelo Novo, Orca, Póvoa de Atalaia, Soalheira e Zebras. No ano 1801 tinha 2994 habitantes.
Em 1834 o concelho de Castelo Novo foi extinto e a Orca juntamente com as freguesias de Atalaia do Campo, Castelo Novo, Lardosa, Póvoa de Atalaia e Soalheira foi anexada ao Concelho de Alpedrinha. Este concelho, que englobava ainda as freguesias de Alpedrinha e Vale de Prazeres, existiu até 1855.
Em 24 de outubro de 1855, a Orca passou a ser parte integrante do concelho (atual município) do Fundão.

## Economia
A Orca tem como principais actividades a agricultura. Devido ao êxodo populacional em direcção aos grandes centros urbanos do país e estrangeiro (sobretudo França e Alemanha), a população tem diminuído significativamente, contribuindo para o abandono de muitas explorações agrícolas, geralmente de pequena dimensão.
Sinal da pobreza dos seus solos, os principais produtos são, o azeite e a batata. Devido à existência de várias pastagens, assiste-se a uma considerável criação de ovinos e caprinos. Para além da produção de queijo de qualidade superior, a localidade de Zebras tem-se revelado importante entreposto comercial deste produto lácteo na região.
Como atividades económicas importantes ainda encontramos a panificação, serralharia civil, construção civil, carpintaria, entre outras.

## Festas e romarias
- Páscoa
- Pascoela (na segunda-feira seguinte à Páscoa)
- Festa de Santo António
- Festa de Nossa Senhora da Oliveira (Festa de Verão) (2º fim-de-semana de Agosto)
- Festa da Senhora da Silva (Agosto)
- Festa da Senhora da Cabeça (Agosto)
- Natal e Missa do Galo
- Passagem de Ano

## Feiras
- 4.º domingo de março
- 2.º domingo de junho
- Dia 8 de setembro
- 2.º domingo de novembro

## Lendas
- Lenda da Senhora da Oliveira

## Cultura e etnografia
- O adufe foi durante muitos anos um instrumento muito usado nas manifestações etnográficas nesta freguesia, quase sempre ligadas à agricultura e ao ciclo dos produtos cultivados no campo.
- «O Milho da Nossa Terra» - esta canção tradicional da Beira Baixa, que o maestro Fernando Lopes-Graça harmonizou para coro a capella, com grande reconhecimento do público e da crítica mais erudita, foi recolhida por este musicólogo e compositor nesta localidade.
- Em meados do século passado, esta freguesia tinha um grupo folclórico e uma banda filarmónica que não sobreviveram ao decréscimo populacional.

## Património

### Orca
- Capela de Nossa Senhora da Oliveira
- Igreja Matriz (São Francisco)
- Capela de Santo António
- Casa Grande ou Casa da Orca
- Monumento a Nossa Senhora de Fátima
- Ponte (dita) romana (sobre a Ribeira do Taveira, afluente do Rio Ponsul)
- Fontanários públicos (dos quais se destaca a Fonte do Gaguei, com parque de merendas)

Persiste ainda vestígios de uma barragem e calçada romana no leito da Ribeira dos Barreiros. Junto a esta ribeira, alguns estudiosos defendem a existência de um antigo povoado romano. Tendo sido descobertas algumas moedas desse tempo.
Subsistem suaves vestígios de uma pequena fortificação edificada sobre um Castro na zona do Penedo. Essa referência ecoa também na toponímia local: Rua e Travessa do Castelo e Beco do Reduto.
Dois quilómetros a Oeste do povoado, encontra-se a Quinta do Barbado, que foi parte de uma importante comendoria Templária dependente de Castelo Novo. Refira-se que esta quinta fica a meio caminho entre Idanha-a-Velha (antiga Egitânia) e Castelo Novo.
Existiu também uma pequena capela dedicada a São Sebastião na aldeia da Orca que foi convertida em escola primária e posteriormente em posto médico.
A oliveira da Capela de Nossa Senhora da Oliveira existe desde do ano 1068 (957 anos), tem um perímetro médio ao nível do peito de 531 cm, um perímetro médio da base de 592 cm e uma altura do tronco de 130 cm.

### Zebras
- Igreja das Zebras
- Casa senhorial denominada por Solar dos Caldeira e Bourbon, já que a maior ampliação ocorreu em 1867 pelos anteriores proprietários, os Caldeira Giraldes de Bourbon, foi reconvertida em 2004 em empreendimento de Turismo Rural.

Tal como na sede de freguesia, também aqui subsistem vestígios de um velho Castro na zona alta da localidade e onde, posteriormente, foi construída a Igreja das Zebras.

### Martianas
- Igreja das Martianas

Existem também alguns vestígios pré-históricos (pequenos dólmens e sepulturas cavadas na pedra) espalhados por toda a freguesia.

## Associativismo

#### Orca
- Associação Recreativa e Cultural da Orca - ARCO
- Associação de Caçadores da Freguesia de Orca

#### Zebras
- Associação Recreativa e Cultural das Zebras
- Associação de Caça Pesca e Tiro Fonte Santa

#### Martianas
- Associação Recreativa e Cultural dos Amigos de Martianas

## Artesanato
Para além do queijo de ovelha e do requeijão, produtos artesanais desta freguesia beirã, também se encontram:
- Mantas de retalhos
- Rendas e bordados regionais
- Tecelagem de linho